# Zervikalsyndrom
Der Begriff Zervikalsyndrom oder Cervicalsyndrom ist eine recht allgemeine Bezeichnung für Beschwerden, die von der Halswirbelsäule (HWS) ausgehen bzw. den Halswirbelsäulenbereich betreffen. Typische Beschwerden sind Nackensteife, Schmerzen im Schulterbereich, Kopfschmerzen und Schmerzen bei Bewegungen des Kopfes.
Bestehen Schmerzen, die in den Arm ausstrahlen, wird dies als Brachialgie bezeichnet und zusammen mit den Nackenschmerzen als Cervicobrachialgie. Dazu können auch Gefühlsstörungen (Dysästhesien) in den Armen und Händen, oder motorische Ausfälle mit Kraftverlust einzelner Muskeln in Arm oder Hand zählen. Dies kann auf eine Reizung einer Nervenwurzel, eventuell auf einen Bandscheibenvorfall im Bereich der Halswirbelsäule, hindeuten.
Wenn das Zervikalsyndrom mit Kopfschmerzen und gegebenenfalls anderen Beschwerden im Kopfbereich verbunden ist, wird dies auch als zervikozephales Syndrom oder cervicocephales Syndrom (CCS) bezeichnet.
Die Ursachen für ein Zervikalsyndrom sind unterschiedlich, wenngleich die häufigste Ursache zumeist Störungen der gelenkigen Wirbelverbindungen im Bereich der Halswirbelsäule sind. Diese führen zu Verspannungen, Muskelverhärtungen und in der Folge zu anhaltenden Schmerzen mit eingeschränktem Bewegungsradius im Schulter- und Nackenbereich des Patienten.